# Chiwi al-Balchi
Chiwi al-Balchi, Chiwi z Balchu (hebr. חיוי אל-בלכי, II połowa IX wieku) – żydowski egzegeta, myśliciel i krytyk biblijny.
Pochodził z miasta Balch (obecnie w Afganistanie). Prawdopodobnie w latach 870-876 napisał dzieło Masa'il (Problemy), w którym przedstawił 200 pytań wykazujących nieścisłości i sprzeczności tekstu Biblii. Był zwalczany przez zwolenników judaizmu talmudycznego, m.in. Saadi'ego ben Josefa.